# Good American Family
Good American Family è una miniserie televisiva statunitense basata sul caso di Natalia Grace. La serie è stata presentata in anteprima su Hulu il 19 marzo 2025.

## Trama

### Quasi come una preghiera
Nel 2019, Kristine Barnett, figura ampiamente elogiata per il suo lavoro nella sensibilizzazione della crescita di bambini affetti da autismo, viene arrestata durante un evento pubblico in cui presentava il suo libro, The Spark, con l'accusa di negligenza su minore.
Nel 2010, la famiglia Barnett è composta dai genitori Kristine e Michael e dai tre giovani figli, il cui maggiore, Jacob, è autistico; Kristine ha attinto alla propria esperienza per svolgere attività sociali volte ad aiutare famiglie con bambini nelle stesse condizioni, e pianifica di aprire un centro ufficiale. I coniugi Barnett sono in crisi matrimoniale a causa di un recente tentativo fallito di adottare un figlio. Un giorno, Kristine riceve una telefonata da Sandy, agente di un'agenzia di adozioni, che la informa che c'è il bisogno urgente di una famiglia adottiva per una bambina ucraina di sette anni affetta da nanismo, i cui precedenti genitori affidatari l'hanno restituita. I Barnett hanno ventiquattrore di tempo massimo per decidere, così Kristine convince Michael ad accettare. La coppia fa la conoscenza della bambina, di nome Natalie Grace, notando quanto sia trascurata, ma si indigna quando l'agenzia li informa senza preavviso che dovranno rimborsare alla prima famiglia affidataria di Natalia i soldi spesi per le cure mediche della bambina. Nonostante alcune stranezze nelle pratiche di adozione, i Barnett decidono di accettare, spendendo i risparmi che avevano messo da parte per le attività sociali di Kristine. La situazione si fa subito problematica, in quanto Natalia assume un comportamento capriccioso, sgarbato e a tratti violento, soprattutto nei confronti di Kristine; al contrario, lega profondamente con Michael, il quale si sente trascurato dai figli biologici. Kristine apre il suo centro sociale ma si spaventa quando, una notte, si sveglia e vede Natalia che sembra minacciarla con un coltello.

### Superare l'ansia
Nel 2019, Michael è sposato con Jennifer, una sua ex collega. Riceve una visita del detective Drysdale, che gli chiede la sua versione dei fatti che hanno portato all'arresto di Kristine. Lui parla male dell'ex moglie, che, di rimando, si proclama innocente.
Nel 2010, Kristine cerca senza successo di trovare il coltello con cui Natalia l'avrebbe minacciata. Anche Michael si preoccupa di scoprire che Natalia sembra aver decapitato il pupazzo preferito, una mucca di pezza, di uno dei loro figli, ma, su richiesta di Natalia, accetta di non dire niente alla moglie. Natalia viene mandata a scuola, dove viene richiesta ai genitori adottivi la sua documentazione; allora, Kristine telefona a Sandy per ottenerla, ma quest'ultima le dice di non richiamare più. Subito dopo, Natalia viene sospesa da scuola per presunti atti di bullismo commessi contro gli altri studenti (ha urtato i compagni col suo deambulatore) e il preside accetta di riammettere Natalia quando alla scuola sarà fornita la sua documentazione. Kristine fa ricerche sulla First Path, il centro di adozione tramite cui hanno adottato Natalia, e scopre che è stato citato in giudizio per frode. Di nascosto al marito, Kristine si incontra con un'ex cliente del First Path, apprendendo che l'agenzia è accusato anche di traffico di esseri umani. Frattanto, Michael viene licenziato e chiede a Natalia di non dire niente a Kristine; successivamente, la bambina le mente dicendole che Michael è stato promosso. Quando esce un articolo relativo al centro sociale di Kristine, il Jacob's Place, la donna è frustrata dal fatto che il testo si concentri prevalentemente sul figlio. Kristine continua ad accusare Natalia per gli scherzi pericolosi che avrebbe commesso contro i suoi fratelli, sebbene Michael e la madre di Kristine prendano le difese della bambina. Kristine sorprende Natalia in bagno e, accorgendosi che ha i peli pubici, confida al marito di sospettare che Natalia non sia piccola come dice di essere.

### Fantasmi ovunque
Nel 2019, Kristine viene rilasciata dalle autorità e torna dai figli, rassicurandoli sul fatto che le accuse contro di lei sono false. Michael scopre dal detective Drysdale che i procuratori vogliono sporgere denuncia anche contro di lui, nonostante lui si fosse accordato sulla testimonianza contro Kristine per salvarsi lui.
Nel 2010, i Barnett portano Natalia dal loro pediatra, il dottor Lawrence, il quale è propenso ad accogliere i dubbi di Kristine perché in passato aveva ignorato la sua corretta intuizione sull'autismo di Jacob. La coppia scopre che Natalia non è stata operata come aveva detto loro l'agenzia di adozioni, al che Kristine rivela a Michael quanto ha scoperto sul First Path. Nei mesi successivi, Kristine porta Natalia da vari dottori per scoprire la sua vera età e lei e Michael iniziano a vedere una terapista. Quest'ultima ipotizza che Natalia possa essere una sociopatica, ma la diagnosi potrà essere praticata solo quando la bambina avrà diciotto anni. Kristine nutre ulteriori sospetti quando trova nell'armadio di Natalia delle calze insanguinate, supponendo che le usi per nascondere le mestruazioni. Cerca di affrontarla al riguardo mentre sono in macchina, ma Natalia reagisce aggressivamente e causa quasi un incidente. Kristine parla dell'accaduto con la sua amica Valika, la quale le racconta del film Orphan. Per il suo impegno sociale, Kristine partecipa a un'intervista con Jacob, il quale è a disagio e le chiede di non farne più; l'intervista rischia di andare a monte quando Kristine nota una calza insanguinata lasciata sul pavimento del salotto e la donna accusa Natalia, sebbene Michael prenda ancora le difese della bambina. Kristine decide di trattare Natalia come un'adulta e le ordina di fare le faccende domestiche; per ripicca, Natalia le rivela del licenziamento di Michael. Successivamente, Kristine accusa Natalia di aver cercato di avvelenarla con del detergente nel caffè e rivela al marito che la documentazione di espatrio di Natalia sembra essere stata modificata. Nonostante le obiezioni di Jacob, Kristine accetta di partecipare con lui a un'altra intervista e ne approfitta per fare visita all'ex famiglia affidataria di Natalia; l'ex madre le rivela di sospettare che la bambina possa essere in realtà una truffatrice adulta. Kristine ne parla con Michael, cercando di convincerlo a far internare Natalia in una clinica psichiatrica, ma lui rifiuta e minaccia di rovinare la sua immagine pubblica in ascesa dicendo a tutti che vuole rinunciare all'affido di Natalia. Affrontando Michael sul fatto che le abbia nascosto di aver perso il lavoro, Kristine accetta a patto che sia lui a occuparsi della bambina a tempo pieno. Durante l'intervista, i due si fingono una coppia affiatata.

### È proprio lì, nero su bianco
Nel 1995, Michael tenta di suicidarsi in uno dei suoi episodi depressivi; per dissuaderlo, Kristine gli dice di aver bisogno di lui e gli propone di sposarsi.
Nel 2019, Kristine, che vive a casa di Valika con i figli dopo essere stata sfrattata, sostiene di avere Michael "sotto controllo" nonostante il divorzio.
Nel 2011, Michael continua a occuparsi di Natalia a tempo pieno, mentre Kristine si accinge a incontrare Myra, una ghostwriter, per scrivere un nuovo libro. Arrivano gli assistenti sociali, i quali dicono di essere stati contattati da una fonte anonima al fine di assicurarsi il benessere dei bambini e scoprono che Natalia è chiusa nel seminterrato, nel quale l'avevano confinata per far sì che non rovinasse l'incontro con Myra; quando se ne vanno, Kristine accusa Natalia di averli chiamati. Kristine cerca inoltre di nascondere l'esistenza di Natalia a Myra, ma la bambina si mette a lanciare i giocattoli di uno dei figli dei Barnett in mezzo alla strada, che lui cerca di riprendere rischiando di essere investito. Su richiesta di Kristina, Myra acconsente di mantenere il segreto su Natalia. Ormai sicura che Natalia voglia fare del male a lei e ai figli, Kristine si trasferisce con i bambini a casa della madre, lasciando Michael a occuparsi della bambina e insistendo affinché la faccia ricoverare in un istituto. Michael nega che Natalia sia una manipolatrice, ma si ricrede quando la bambina rovina appositamente un suo colloquio di lavoro e gli dice di non volere che la famiglia si riunisca, ma piuttosto che gli altri "muoiano". Michael raggiunge Kristine per parlarle della situazione e la donna cerca di affrontare Natalia, ma viene apparentemente spinta dalla bambina contro un recinto elettrificato. I coniugi non riescono a far ricoverare Natalia in un istituto, quindi la chiudono nel garage per la notte. I vicini si accorgono della situazione e chiamano la polizia; i Barnett spiegano al detective inviato la situazione e lui crede loro, suggerendo di cambiare anagraficamente l'età di Natalia affinché risulti maggiorenne. La coppia accetta anche di rimanere tutrice legale di Natalia, affinché non venga trasferita in un'altra famiglia che potrebbe truffare. Qualche settimana dopo, i Barnett svolgono le pratiche per registrare Natalia come una donna di ventidue anni e le comprano un appartamento in cui vivere da sola, dicendole che le stanno dando un "privilegio".

### Fa troppo male senza
Nel 2013, il detective Drysdale interroga Natalia su quanto accaduto con i Barnett e lei conferma di aver cercato di ucciderli e di aver desiderato la loro morte.
Nel 2012, Natalia viene lasciata sola nella nuova casa senza il suo deambulatore, dato che i Barnett si dimenticano di renderglielo. La bambina non riesce a vivere per conto proprio, fatica a muoversi per l'abitazione a causa della sua condizione e non è in grado di prepararsi da mangiare. Dopo essersi ferita a una mano, va a chiedere aiuto a un'anziana vicina, JJ, a cui dice di avere ventidue anni. La donna è comprensiva con Natalia, incoraggiandola a ricucire i rapporti con sua madre. Dopo aver visto in tv Kristine presentare il suo nuovo libro e affermare che "nessun genitore dovrebbe rinunciare a un figlio", Natalia si procura il volume rubandolo da una libreria, non sapendo come pagarlo; reagisce con rabbia nello scoprire di essere stata tagliata fuori dalla foto di famiglia. Successivamente Michael va a trovarla, la rimprovera e colpevolizza per la situazione in cui vive e, dopo aver ripulito l'appartamento, la filma per dimostrare che la bambina ha tutto ciò di cui ha bisogno. Natalia cerca di comportarsi da adulta ripulendo l'abitazione e si reca da JJ per chiamare Kristine e mostrarle i suoi progressi. Incontra il giovane nipote di JJ, Keaton, che le suggerisce di andare a trovare direttamente i Barnett a insaputa di JJ, prendendo l'autobus. Durante il viaggio i due stringono amicizia e Natalia rivela a Keaton di essere una bambina. A causa di un errore scendono alla fermata sbagliata, quindi arrivano a casa dei Barnett a tarda sera. Natalia scopre che la famiglia si è trasferita senza dirle nulla e Keaton dice a Valika di essere stato adescato da Natalia. In seguito all'accaduto, JJ e il resto del quartiere in cui vive la bambina si rivolta contro di lei. Kristine è costretta a far cambiare casa a Natalia, le intima di frequentare una scuola per diplomarsi e minaccia di mandarla in prigione se causerà ulteriori problemi alla loro famiglia. Le intima di raccontare sempre la "verità", ossia che abbia attentato alla vita dei Barnett, spruzzandole dello spray al peperoncino negli occhi per impartirle la lezione.

### Non oggi, Satana
Nel 2013, il detective Drysdale interroga Natalia sulle sue mestruazioni, in relazione all'episodio delle calze insanguinate trovate da Kristine, e la bambina non riesce a rispondere. Si intuisce attraverso dei flashback che Kristine abbia abusato sessualmente di Natalia mostrandole con la forza come mettere degli assorbenti, che la picchiasse regolarmente e che le calze insanguinate erano dovute a delle ferite ai piedi che Natalia si era procurata dopo essere stata costretta da Kristine a camminare senza scarpe per l'isolato come forma di punizione. 
Nel 2012, dopo essere stata abbandonata nel nuovo appartamento, Natalia vive nel degrado e ha difficoltà a procurarsi del cibo. Inoltre, evita qualsiasi contatto umano per timore di ripercussioni da parte di Kristine. Un giorno viene notata da una donna, Cynthia Mans, che con il marito Antwon fa parte di una Chiesa e si occupano di diversi bambini affido. Nonostante Natalia cerchi di mantenere le distanze, Mans si impietosisce per la condizione della bambina e l'accoglie in casa, anche per contribuire alle spese della famiglia con i sussidi statali ricevuto da Natalia. Lei e Antwon sottopongono Natalia a diverse visite mediche spacciandosi per i suoi genitori, ed emerge che Natalia non ha ventidue anni. Il detective Drysdale viene chiamato a indagare e accusa i Mans di sfruttare bambini per rubare loro i sussidi statali. Natalia scappa sconvolta quando Kristine contatta i Mans per dire loro che Natalia è una truffatrice adulta e pericolosa, ma Cynthia la rassicura di credere alla sua storia e di volerla come parte della sua famiglia.

### Se racconti una storia abbastanza bene
Nel 2011, Natalia è ricoverata in un ospedale pediatrico dopo un'operazione, ma viene forzatamente trasferita nel reparto per adulti dopo che i Barnett hanno cambiato anagraficamente la sua età senza che lei lo sapesse.
Nel 2014, i Barnett si sono trasferiti in Canada, dove Kristine sta portando avanti la sua carriera nel sociale; tuttavia, Michael viene trascurato dalla famiglia. La coppia scopre che è stata presentata una mozione per cambiare nuovamente età a Natalia e la respingono. Nel 2017, i Mans fanno domanda per diventare i nuovi tutori legali di Natalia; Michael vorrebbe accettare, ma Kristine riconosce che si tratta di uno stratagemma per reimpostare l'età della bambina e di conseguenza permettere una denuncia contro di loro per maltrattamenti e abbandono su una minore. Michael viene inviato in Indiana per consultarsi con l'avvocato di famiglia. Durante la riunione, scopre che Kristine gli ha inviato delle foto sessualmente esplicite e capisce che deve aver sbagliato destinatario, quindi lo tradisce. Litiga con lei per telefono, dato che la donna rifiuta di ammettere la verità, e va a ubriacarsi in un bar, dove incontra la sua ex collega Jennifer, con cui ha una tresca sentimentale. Durante l'udienza, nonostante le numerose prove che certifichino la vera età di Natalia, il giudice le respinge e decide che non cambierà né l'età di Natalia né i suoi tutori legali. Cynthia rifiuta l'offerta di Drysdale di ricorrere all'appello per non far soffrire ulteriormente Natalia.
Nel 2019, Drysdale decide di riaprire il caso e va a interrogare il dottor Lawrence, che al processo ha testimoniato a favore dei Barnett sul fatto che Natalia fosse un'adulta sociopatica. Lui ammette di avere mentito e di essersi limitato ad assecondare quello che pensavano i Barnett; tutti gli altri medici che hanno visitato Natalia quando era in cura dai Barnett sostengono che fosse una bambina all'epoca dei fatti. Drysdale visita Michael, che ha avuto un brutto divorzio con Kristine, la quale gli ha rivoltato contro i figli e ha ottenuto la loro custodia e lo convince a rivelare che Kristine abusasse fisicamente di Natalia, in quanto ossessionata dal fatto che in realtà fosse un'adulta. Michael ammette su registrazione che lui e la moglie sapevano che Natalia fosse in realtà una bambina, senza sapere che questo porterà anche alla sua incriminazione. In vista del processo, i Barnett e Natalia rilasciano varie interviste per presentare le loro versioni dei fatti.

### Ha le mani sporche di sangue
Nonostante le ostilità, Kristine e Michael devono consultarsi con i loro avvocati per gestire il processo. Emerge rapidamente che non ci sono testimoni che possano confermare che Natalia fosse un'adulta o che avesse comportamenti pericolosi durante la sua permanenza dai Barnett. Dal momento che Michael verrà processato per primo con l'accusa di negligenza su minore, gli viene offerta la possibilità, nel caso le cose non andassero a suo favore, di testimoniare contro Kristine per ottenere l'immunità. I legali di Natalia scoprono molti messaggi Facebook scambiati tra Kristine e Michael nei quali usano un linguaggio aggressivo e offensivo nei riguardi di Natalia e ammettono violenze che Kristine ha esercitato sulla bambina. Gli ex coniugi continuano a discutere, in quanto Michael scarica la colpa su Kristine e quest'ultima cerca di manipolarlo a suo favore. Si fa avanti la madre biologica di Natalia, che conferma di aver partorito la figlia nel 2003. Tuttavia, durante il processo, l'avvocato di Michael rivela il rifiuto di fare appello nel primo processo del 2017 e il giudice decide di pronunciarsi a favore dei Barnett; questo fa cadere la stramaggioranza delle accuse e delle testimonianze preparate dalla difesa di Natalia, dato che ora vanno esclusi tutti i reati commessi prima del 2014. Michael e Kristine vengono prosciolti dalle accuse e Natalia incolpa Cynthia per aver rifiutato per suo conto di ricorrere all'appello nel 2017. Nonostante l'esito del processo, l'opinione pubblica si schiera a favore di Natalia e Kristine riceve numerosi messaggi d'odio; inoltre è costretta ad andarsene da casa di Valika, la quale riconosce a sua volta che Kristine ha sempre mentito. Natalia fa visita a Michael, che continua a evitare le sue responsabilità sostenendo a sua volta di essere stato vittima di Kristine. La donna si presenta con Jacob per farsi ospitare dall'ex marito, che rifiuta. Jacob si scusa con Natalia per quanto successo e decide di iniziare a ricostruire il suo legame con Michael, lasciando Kristine da sola. Natalia è sollevata nel ricevere messaggi di sostegno sui social.
Un poscritto afferma che, in seguito, sono emerse accuse di abusi a carico di Cynthia e Antwon Mans, che tutt'oggi continuano a dichiararsi innocenti, così come Kristine Barnett. Nel 2024, la data di nascita di Natalia è stata legalmente ripristinata al 4 settembre 2003.

## Episodi
| Stagione       | Episodi | Prima TV originale | Prima TV italiana |
| -------------- | ------- | ------------------ | ----------------- |
| Prima stagione | 8       | 2025               | 2025              |

## Cast e personaggi

### Principali
- Kristine Barnett, interpretata da Ellen Pompeo, doppiata da Giuppy Izzo. Madre adottiva di Natalia.
- Michael Barnett, interpretato da Mark Duplass, doppiato da Guido di Naccio. Padre adottivo di Natalia.
- Natalia Grace, interpretata da Imogen Faith Reid, doppiata da Sara Ciocca. Una bambina affetta da nanismo adottata dai Barnett.

### Ricorrenti
- Valika, interpretata da Sarayu Blue, doppiata da Rossella Acerbo. Migliore amica di Kristine.
- Brandon Drysdale, interpretato da Dulé Hill. Un detective che indaga sui Barnett per accuse penali.
- Almeda, interpretata da Jenny O'Hara, doppiata da Melina Martello.
- Jennifer, interpretata da Kim Shaw, doppiata da Letizia Ciampa. La nuova moglie di Michael dopo la separazione.
- Cynthia Mans, interpretata da Christina Hendricks, doppiata da Ilaria Latini.

### Guest Star
- Sandy Mosley, interpretata da Mary Birdsong, doppiata da Laura Romano.
- Dr. Wachter, interpretato da Kyle Bornheimer
- Tom, interpretato da Dominic Burgess
- Leslie, interpretata da Jennifer Lafleur

## Produzione
Nel mese di agosto 2022, è stato riportato che Hulu avrebbe ordinato una serie limitata ispirata agli eventi reali della vita di Natalia Grace. Ellen Pompeo ha firmato per interpretare Kristine Barnett e produrre esecutivamente la serie, insieme a Laura Holstein. Sarah Sutherland, Mike Epps, Dan Spilo, Niles Kirchner e Andrew Stearn sono stati annunciati a loro volta come produttori esecutivi.
Prodotta da 20th Television (precedentemente attraverso ABC Signature), la serie è raccontata da diversi punti di vista per "riflettere le narrazioni contrastanti dei suoi personaggi principali". Liz Garbus ha diretto e prodotto l'episodio pilota. Nel mese di marzo 2024, Mark Duplass è stato scelto per interpretare Michael Barnett. L'unica persona realmente coinvolta nelle vicende a vendere i diritti della propria storia per la serie è stato il vero Barnett. Nel mese successivo, Dulé Hill e Sarayu Blue sono stati scelti per ruoli ricorrenti. A luglio 2024, le riprese sono iniziate a Santa Clarita, in California.

## Distribuzione
La serie di otto episodi è trasmessa settimanalmente da Hulu, con una premiere di due episodi il 19 marzo 2025. In Italia sono stati resi disponibili i primi cinque episodi a partire dal 9 aprile 2025 su Disney+, con uscita settimanale dei rimanenti tre.